# 폴린 폴란드 유대인 역사 박물관
폴린 폴란드 유대인 역사 박물관(폴란드어: Muzeum Historii Żydów Polskich POLIN)은 폴란드 마조프셰주 바르샤바에 있는 박물관이다. 이전 바르샤바 게토 부지에 위치한다. 박물관 명칭에 있는 히브리어 단어 폴린은 "폴란드" 또는 "여기에서 쉬다"를 의미하며, 최초의 유대인이 폴란드에 온 것에 대한 전설과 관련이 있다.